# I lagens namn (film, 1986)
I lagens namn är en svensk thrillerfilm från 1986 i regi av Kjell Sundvall med bland andra Sven Wollter, Anita Wall och Stefan Sauk i rollerna. Filmen bygger på kriminalromanen Samhällsbärarna av Leif G.W. Persson, utgiven 1982. 

## Handling
En känd fyllerist påträffas sönderslagen i en av polisens fylleceller. Innan han faller i koma hinner han yttra två ord som först låter som Björn Borg, men det visar sig sen att han menar Björneborgarnas marsch. När han avlider på sjukhuset påbörjas en utredning om polisiärt övervåld och alla spår pekar mot piketpolisbefälet Roger Häll som var med och tog in mannen.
Det visar sig snart att Häll och hans kollegor, Berg, Pilstam och Mikkelsen har för vana att trakassera missbrukare och andra svaga människor. Till tonerna av Björneborgarnas marsch skrämmer de livet ur sina offer, och med hot och våld försöker de rensa upp i Stockholms undre värld så att "vanligt hyggligt folk ska kunna våga gå ut".
Enligt Häll är det han och hans kollegor som bär upp samhället, "som håller skiten under armarna."
I samma veva pågår en utredning hos knarkspan där polisintendent Waltin (Ernst Günther) försöker sätta dit Stockholms förmodade narkotikakung Danucci, som utger sig för att vara en hederlig affärsman i restaurangbranschen.

## Om filmen
I lagens namn är regisserad av Kjell Sundvall om kriminalinspektör Bo Jarnebring vid Norrmalmspolisen som utreder de oklara omständigheterna kring ett dödsfall.
Då filmen är baserad på Samhällsbärarna har handlingen klara paralleller med den så kallade "Baseballigan", en grupp poliser som åkte runt i Stockholm och skrämde upp "buset" genom tortyr och misshandel. Gruppen splittrades i samband med den uppmärksamhet som följde efter att gruppen misshandlade en narkotikaberoende person till döds.
Leif GW Persson har förklarat att varken romanen eller filmatiseringen är baserad på historierna kring Baseballigan, då boken skrevs flera år innan den ökända gruppen började härja på Stockholms gator.
I lagens namn hade premiär åtta månader efter Palmemordet, vilket en del poliser säger påverkade folk att därefter vittna om att de på mordnatten hade sett poliser med walkie-talkier och om baseballigan, det så kallade polisspåret.
I lagens namn har visats i SVT, bland annat 1991, 2000, 2003 och 2024.

## DVD
Atlantic släppte I lagens namn på DVD den 27 november 2001.

## Rollista
- Sven Wollter – Bo Jarnebring
- Stefan Sauk – Roger Häll
- Sven Strömersten-Holm – Berg
- Pia Green – Pilstam
- Marvin Yxner – Mikkelsen
- Ernst Günther – Claes Waltin
- Anita Wall – Gunilla Wesslén
- Niels Dybeck – rättsläkare
- Göthe Grefbo – vaktmästare
- Sten Johan Hedman – vakthavande
- Mathias Henrikson – affärsman
- Carlo Barsotti – Danucci, kallad "Gudfadern"
- Lennart Hjulström – Chefen
- Rolf Skoglund – Klas "Näbben" Kallin
- Jonas Granström – Peter Zackari "Puma" Välitalo
- Johan Ulveson – häktesvakt
- Margreth Weivers – läkare
- Gunnar Schyman – andre rättsläkaren
- Olle Söderlund - journalist
- Asko Kivistö – Nils Rune "farbror Nisse" Nilsson